# Javier Ibáñez (wielrenner)
Javier Ibáñez Beltrán de Salazar (Vitoria-Gasteiz, 29 november 2001) is een Spaans wielrenner.

## Carrière
In juni 2023 werd Ibáñez, achter de broers Unai en Hugo Aznar, derde in het nationale kampioenschap tijdrijden voor beloften.
In 2025 werd Ibáñez prof bij Caja Rural-Seguros RGA, dat hem na een twee stageperiodes overhevelde vanuit hun opleidingsploeg. Zijn eerste wedstrijdkilometers van dat seizoen maakte hij in de AlUla Tour.

## Ploegen
- 2023 –  Caja Rural-Seguros RGA (stagiair vanaf 1 augustus)
- 2024 –  Caja Rural-Seguros RGA (stagiair vanaf 24 juli)
- 2025 –  Caja Rural-Seguros RGA

Amezqueta · Aular · Babor · Balderstone · Barceló · Barrenetxea · Bárta · Cepeda · Etxeberria · García · González · Hailemichael · Johnston · Leitão · López · Martín · Murguialday · Nicolau · Pira · Prades ·Schlegel  · Sorarrain (vanaf 31/7) · Guardeño (stagiair) · Ibañez (stagiair) · Silva (stagiair)
Arriola-Bengoa · Aular · Babor · Balderstone · Barceló · Bárta · Berwick · Cepeda · Etxeberria 
· Fernández · González · Guardeño · Hailemichael · Johnston · Leitão · López · Murguialday · Nicolau · Prades ·Schlegel · Silva · Sorarrain · Díaz (stagiair) · Ibañez (stagiair)